# Еллсворт Пейн Кілліп
Еллсворт Пейн Кілліп (англ. Ellsworth Paine Killip; 2 вересня 1890—21 листопада 1968) — американський ботанік.

## Біографія
Еллсворт Пейн Кілліп народився 2 вересня 1890 року у місті Рочестер в штаті Нью-Йорк. Навчався у Рочестерському університеті, у 1911 році закінчив його зі ступенем бакалавра. Потім, до 1917 року, Кілліп працював у Рочестерській академії наук. З 1918 до 1919 був військовим лікарем, за що згодом був удостоєний Ордена Почесного легіону.
Після закінчення Першої світової війни Еллсворт Пейн продовжив вивчати ботаніку, він працював у ботанічному відділенні Смітсонівського інституту. У 1946 році його було призначено головним куратором. У 1950 році Кілліп пішов на пенсію.
21 листопада 1968 року Еллсворт Пейн Кілліп помер у місті Редлендс у штаті Каліфорнія.
Кілліп був фахівцем по рослинах із родин Бобові та Пасифлорові, а також по роду Бомарея. Основний гербарій Кілліпа на даний час зберігається у Смітсонівському інституті у Вашингтоні (US).

## Окремі наукові праці
- Killip, E.P. (1936). Mimosaceae and Caesalpiniaceae of Columbia. Annals of the New York Academy of Sciences 35: 101—208.
- Killip, E.P. (1938). The American species of Passifloraceae. 613 p.
- Killip, E.P. (1939). The Andean species of Pilea. Contr. U.S. natl. Herb. 26(10): 475—530.

## Роди, названі на честь Е. П. Кілліпа
- Killipia Gleason, 1925
- Killipiella A.C.Sm., 1943 [syn.  Disterigma (Klotzsch) Nied., 1889]
- Killipiodendron Kobuski, 1942 [syn.  Freziera Willd., 1799, nom. cons.]